# Feeling Good
Ne doit pas être confondu avec Good Feeling.
Pistes de I Put a Spell on You
Gimme Some One September Day
Feeling Good (parfois orthographiée Feelin' Good) est une chanson originellement écrite en 1964 par Anthony Newley et Leslie Bricusse pour la comédie musicale 
The Roar of the Greasepaint – The Smell of the Crowd (en).

## Reprises
Depuis, elle a été reprise de très nombreuses fois par d'autres artistes, notamment :
- Pat Bowie with Charles McPherson
- Nina Simone
- Sammy Davis Jr.
- Bobby Darin
- Traffic
- Michael Bublé
- The Pussycat Dolls
- George Michael
- John Barrowman
- Ben l'Oncle Soul
- John Coltrane
- Toše Proeski
- Adam Lambert
- Joe Bonamassa
- Jennifer Hudson
- Lauryn Hill
- Wax Tailor
- Muse
- Eels
- Ed Sheeran
- Me'shell Ndegeocello
- Carmen McRae
- Gregory Porter
- Alicia Keys
- Citizens!
- My Brightest Diamond (en)
- Backpack Jax
- Alice Russell
- Chris Connor
- Andy and the Bey Sisters (en)
- Randy Crawford
- Avicii
- Nicolas Jaar
- Dominique Fils-Aimé
- Berywam
- Pat Bowie w/ Charles McPherson
- Marina Kaye
- Julie London
- Ahmad Jamal
- Black Cat Bones
- The Eden Project
- Ronan Parke
- Morgan James (en)
- Elaine Paige
- David Guetta
- Géraldine Bernard dans l’album Beautysoul

## Utilisation au cinéma et à la télévision
Cette chanson est utilisée dans le film Sept vies de Gabriele Muccino (2009) version Michael Bublé, Perfect Days de Wim Wenders (2023), ainsi que dans la série Sense8 dans la version d'Avicii, et dans la série Netflix Chargés à bloc. La version originale est utilisée dans le film Intouchables.